# Strobilanthes rubroglandulosus
Strobilanthes rubroglandulosus är en akantusväxtart som beskrevs av William Grant Craib. Strobilanthes rubroglandulosus ingår i släktet Strobilanthes och familjen akantusväxter. Inga underarter finns listade i Catalogue of Life.